# Guilherme Mata Oliveira
Guilherme da Mata Oliveira (sinh ngày 12 tháng 4 năm 1995) là một cầu thủ bóng đá người Bồ Đào Nha thi đấu cho Académica de Coimbra ở vị trí thủ môn.